# Autoroute 5 (Québec)
L'autoroute 5 (A-5) est une autoroute québécoise desservant la région de l'Outaouais. L'autoroute 5 est également connue sous le nom d'autoroute de la Gatineau, en l'honneur de la rivière qu'elle longe. Elle est actuellement la seule autoroute québécoise numéroté avec un seul chiffre et est également le plus petit numéro. Elle est accompagnée tout au long de son trajet par la route 105, de desserte locale qui peut aussi lui servir d'alternative lors de fermeture importante.

## Description
L'autoroute de la Gatineau débute à la frontière Québec-Ontario sur le pont Cartier-Macdonald qui enjambe la Rivière des Outaouais entre Ottawa et Gatineau. Elle est la continuité de l'avenue King-Edward, un boulevard urbain du centre-ville d'Ottawa. Il n'y a aucun lien direct entre l'autoroute ontarienne 417 et la 5. C'est la seule route que le trafic lourd peut emprunter pour traverser la rivière des Outaouais dans la région de Gatineau-Ottawa.
Au kilomètre 2, l'autoroute 5 croise l'autoroute 50 au centre-ville de Gatineau, secteur Hull. Ensuite, elle se dirige vers le nord en longeant le parc de la Gatineau et ce, parallèlement à la route 105 et à la rivière Gatineau. Vers sa fin, elle contourne le village de Wakefield dans la municipalité de La Pêche. Cette dernière section forme un multiplex avec les routes 105 et 366 où elle se termine avec une intersection à niveau.
Elle est à quatre voies à chaussées séparées sur toute sa longueur, à l'exception d'un tronçon de 300 mètres entre le pont Cartier-Macdonald et la sortie 1 (Boulevard Fournier, Boulevard Maisonneuve) qui possède 6 voies. Sur les 5 premiers kilomètres, les deux chaussées sont séparées par un muret en béton. Plus nord, le muret fait place à un terre-plein.
La section la plus achalandée de l'autoroute de la Gatineau est située entre l'autoroute 50 et le boulevard Saint-Raymond, avec un débit journalier moyen annuel (DJMA) de 72 000 véhicules.

## Futur
En 2010 des travaux ont débuté pour construire les 6,5 kilomètres manquants entre Chelsea et Wakefield où ils se sont terminés en 2014. Il est également planifié de prolonger l'autoroute de 1 kilomètre au-delà de Wakefield pour éviter une section dangereuse de la route 105. Le tout devrait être complété d'ici 2015. Aucun prolongement au-delà de ce point n'est envisagé pour l'instant.

## Historique
Cette autoroute a été planifiée pour relier la Vallée de la Gatineau aux centres-villes de Gatineau et d'Ottawa. Le premier tronçon de l'autoroute a été inauguré en 1964. Le dernier prolongement fut terminé en 2014.
En 1964, le premier tronçon de l'autoroute, situé entre le pont (kilomètre 0) et le boulevard Saint-Joseph (kilomètre 5) fut construit avec une surface en béton. Cette surface fut remplacée en 2008 par une surface en asphalte. Dans les années précédant cette réfection, la chaussée en mauvais état était réparée à l'aide d'asphalte. L'asphalte et le béton n'ayant pas une bonne adhérence entre eux, il pouvait arriver que des morceaux se détachent de la chaussée. En novembre 2007, un automobiliste fut d'ailleurs tué par un de ces blocs.

## Liste des sorties
| MRC                                       | Municipalité          | km    | Sortie                 | Destinations                                                                       | Notes                                                                         |
| ----------------------------------------- | --------------------- | ----- | ---------------------- | ---------------------------------------------------------------------------------- | ----------------------------------------------------------------------------- |
| Rivière des Outaouais                     | Rivière des Outaouais | 0,00  | —                      | Avenue King Edward vers Autoroute 417 – Ottawa                                     | Continue en Ontario                                                           |
| Rivière des Outaouais                     | Rivière des Outaouais | 0,00  | Pont Macdonald-Cartier |                                                                                    |                                                                               |
| Gatineau                                  | Gatineau              | 0,30  | 1                      | Boulevard Maisonneuve / Boulevard Fournier – Centre-Ville de Gatineau              | Pas de sortie en direction sud vers Boulevard Fournier.                       |
| Gatineau                                  | Gatineau              | 0,80  | 2                      | A-50 est / R-148 est – Montréal                                                    | Sortie 135 de l'A-50                                                          |
| Gatineau                                  | Gatineau              | 2,60  | 3                      | Boulevard du Casino / Boulevard Saint-Raymond – Pontiac                            | Dessert aussi la R-105                                                        |
| Gatineau                                  | Gatineau              | 4,10  | 5                      | R-105 (Boulevard Saint-Joseph) / Boulevard Mont-Bleu                               | Indiqué sortie 5N (nord) et 5S (sud) en direction nord                        |
| Gatineau                                  | Gatineau              | 7,20  | 8                      | Boulevard des Hautes-Plaines                                                       |                                                                               |
| Les Collines-de-l'Outaouais               | Chelsea               | 11,50 | 12                     | Chemin Old Chelsea                                                                 | Sortie direction nord, entrée direction sud                                   |
| Les Collines-de-l'Outaouais               | Chelsea               | 13,50 | 13                     | Tenaga, Old Chelsea                                                                |                                                                               |
| Les Collines-de-l'Outaouais               | Chelsea               | 21,50 | 21                     | Chemin de la Rivière                                                               | Accès via R-105                                                               |
| Les Collines-de-l'Outaouais               | Chelsea               | 25,50 | 24                     | Chemin Cross Loop                                                                  | Dessert aussi la R-105                                                        |
| Les Collines-de-l'Outaouais               | La Pêche              | 3,00  | 28                     | R-105 sud / R-366 ouest / Chemin de la Vallée-de-Wakefield                         | Terminus sud du multiplex avec la R-105 / R-366                               |
| Les Collines-de-l'Outaouais               | La Pêche              | 33,50 | —                      | R-105 nord / R-366 est / Chemin Maclaren ouest – Val-des-Monts, Maniwaki, La Pêche | Intersection à niveau-grade; terminus nord du multiplex avec la R-105 / R-366 |
| - Terminus de multiplex - Accès incomplet |                       |       |                        |                                                                                    |                                                                               |